# I Corpi
(Alessandro Baricco)
I Corpi è una tetralogia di Alessandro Baricco che raccoglie Emmaus, Mr Gwyn, Tre volte all'alba e La Sposa giovane, ciascuno con una nuova copertina che lo precede e il tutto introdotto da una nuova prefazione che contestualizza i romanzi, spiegandone il filo conduttore.

## Edizioni
- I Corpi, Milano, Feltrinelli, collana I narratori, 2018. ISBN 9788807033230